# Playa Santa Lucía
Playa Santa Lucía är en strand i Kuba.   Den ligger i provinsen Provincia de Camagüey, i den östra delen av landet, 600 km öster om huvudstaden Havanna. Playa Santa Lucía ligger vid sjön Laguna el Real.